# 張之照
張之照（？—？），直隸省遵化直隸州人，清朝政治人物、進士出身。
光緒二十九年（1903年），参加光緒癸卯科殿試，登進士二甲第58名。同年闰五月，改翰林院庶吉士。